# Hengstdal
Hengstdal is een wijk in Nijmegen. De wijk ligt in het oosten van de stad en is gebouwd tussen de jaren 20 en de jaren 50, nadat langs de doorgaande wegen al enige lintbebouwing was ontstaan. De wijk ligt op de stuwwal van het Rijk van Nijmegen en terrein is dan ook licht glooiend. Op 1 januari 2023 telde de wijk 6.710 inwoners, verdeeld over 3.582 woningen, met een gemiddelde WOZ-waarde van € 394.000, op een oppervlakte van 0,89 km². 
Op de hoek van de Berg en Dalseweg, ter hoogte van de Hengstdalseweg, een van de verbingdingsstraten in Hengstdal, staat het gevleugelde paard Pegasus, dat in 1965 vervaardigd door de kunstenaar Ed van Teeseling. Pegasus (Latijn) of Pegasos (Grieks) is een figuur uit de Griekse mythologie en is een verwijzing naar de naam Hengstdal. 
De wijk Hengstdal In het zuiden van de wijk aan de Postweg bevindt zich aan de Kwakkenbergweg een in 1915 aangelegde Joodse begraafplaats. De aula en de beheerderswoning van deze begraafplaats zijn gebouwd in 1921 naar een ontwerp van Oscar Leeuw.
Van 1933 tot 1993 stond in aan de Dommer van Poldersveldtweg, dicht bij de Prins Hendrikkazerne de Christus Koningkerk. Bij de sloop van deze kerk is de markante kerktoren behouden gebleven.

## Buurten
De wijk is op te delen in vijf buurten.

### Noordwestelijk deel
Het noordwestelijke deel van de wijk Hengstdal heeft door de vele particuliere bouw een gevarieerde samenstelling en er is veel bedrijvigheid. In dit deel van de wijk wonen veel (ex-)studenten van de Radboud Universiteit Nijmegen.

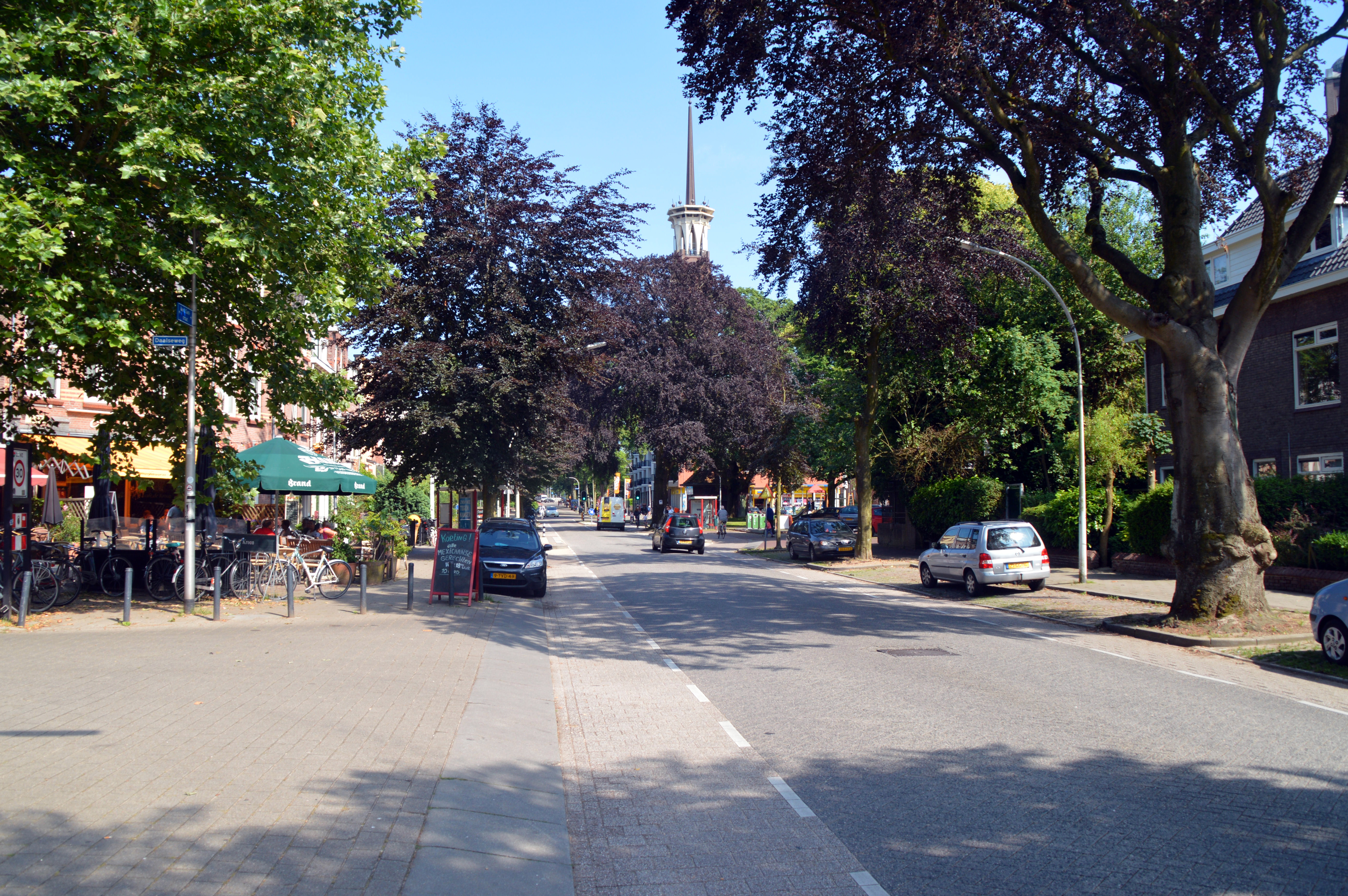
Van 't Santstraat met de Koningstoren op de achtergrond

### Het Rode Dorp
Het Rode Dorp ligt aan de noordkant van de wijk. Van oudsher was dit een volksbuurt die haar bijnaam voornamelijk te danken had aan de kleur van de pannen waarmee de huizen waren gedekt. Daarnaast was rood ook gemiddelde politieke voorkeur van de bewoners. In de jaren negentig van de twintigste eeuw is deze buurt grotendeels gesloopt en vervangen door nieuwbouw. De oude rode pannen zijn toen weer zo veel mogelijk hergebruikt.
In het hart van het Rode Dorp lag 2000 jaar geleden het forum. Op deze marktplaats werd gehandeld en werden justitiële en officiële burgerlijke bijeenkomsten gehouden. Het marktgebouw was 166 bij 137 meter groot. In het midden van dit plein stond een Keizerzuil, deze werd in 2011 teruggeplaatst op de oorspronkelijke plek in de huidige Eikstraat.
Het oudste complex van de wijk ligt in de Bergansiusstraat tussen de Daalseweg en de Van 't Santstraat. De straat is vernoemd naar Minister van Oorlog Johannes Willem Bergansius.

### Spoorbuurt
De Spoorbuurt ligt ten zuiden van de van 't Santstraat. Deze buurt wordt gekenmerkt door kleine straatjes en kleine huurwoningen.

### Bomenbuurt
De Bomenbuurt beslaat het zuidoostelijke deel van de wijk. Deze buurt bestaat uit een mengeling van flats en laagbouw, het grootste deel daarvan zijn huurwoningen.

### Limos
Sinds ongeveer 2000 kent de wijk in het zuidwesten met Limos een nieuw buurt. Op dit terrein waren voorheen de Krayenhoffkazerne, Snijderskazerne en de Prins Hendrikkazerne gevestigd en zijn 311 woningen gebouwd. Ook ligt hier het Limospark.

## Fotogalerij

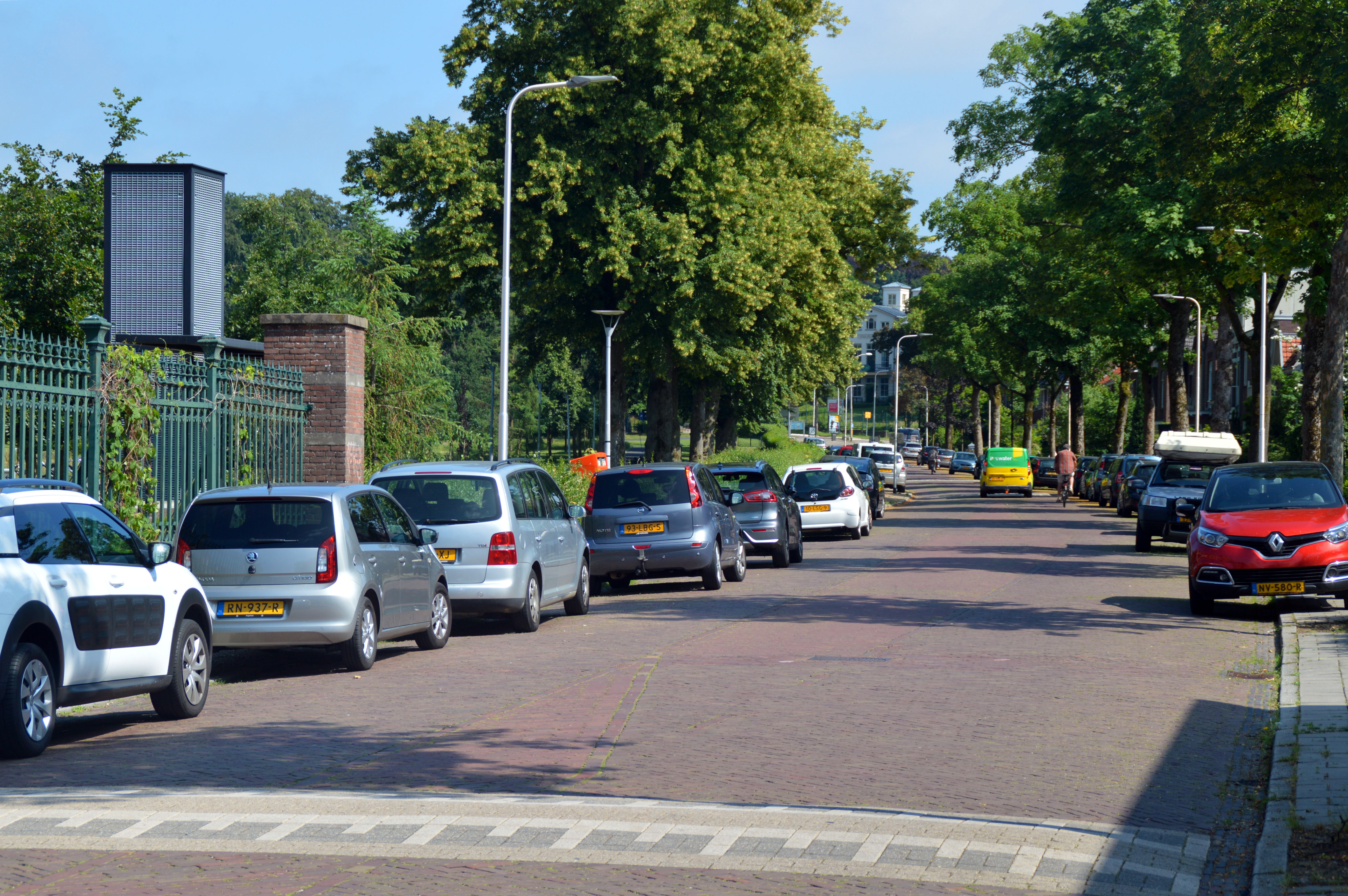
Gelderselaan
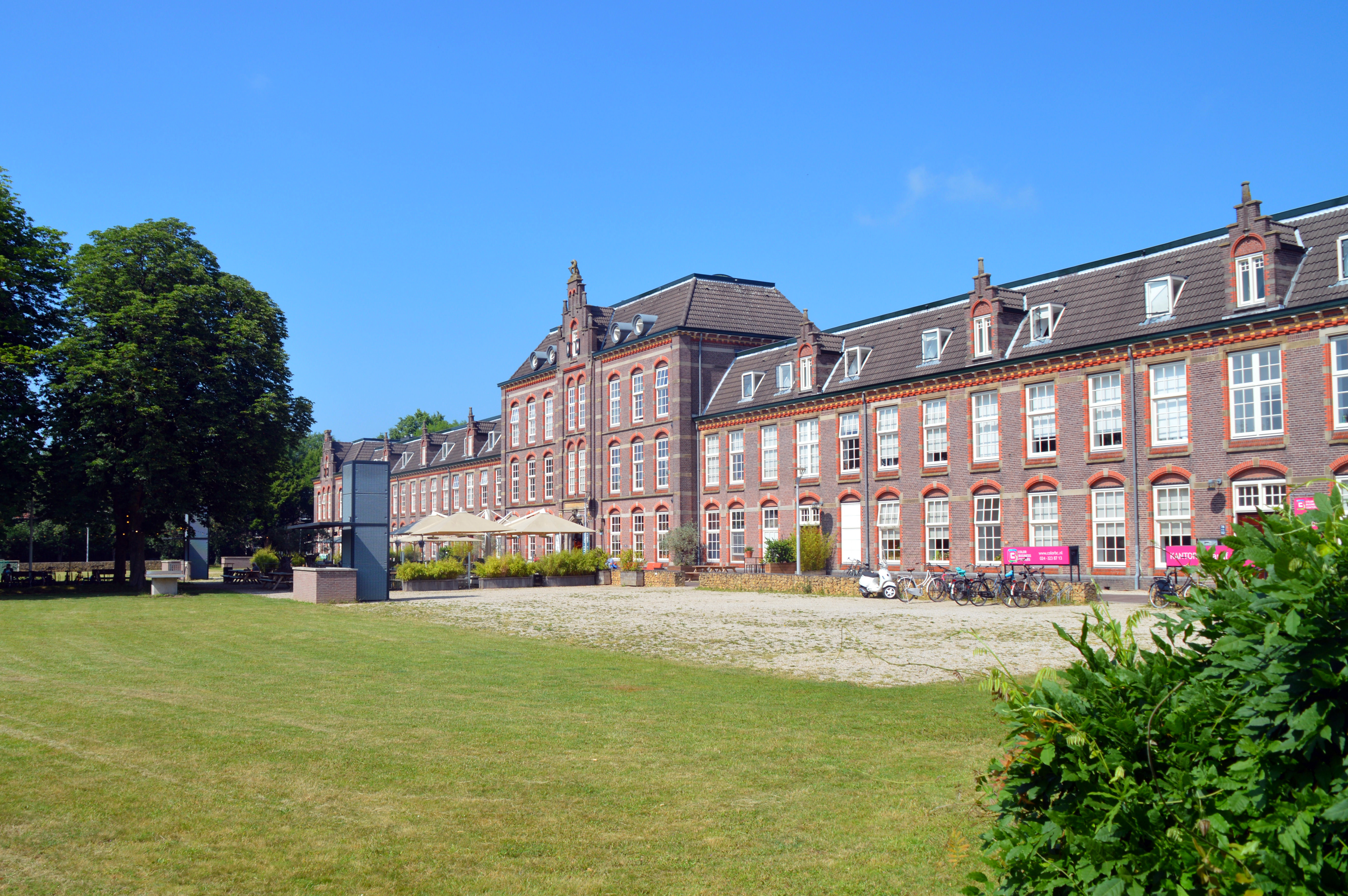
Krayenhoffkazerne Hoofdgebouw
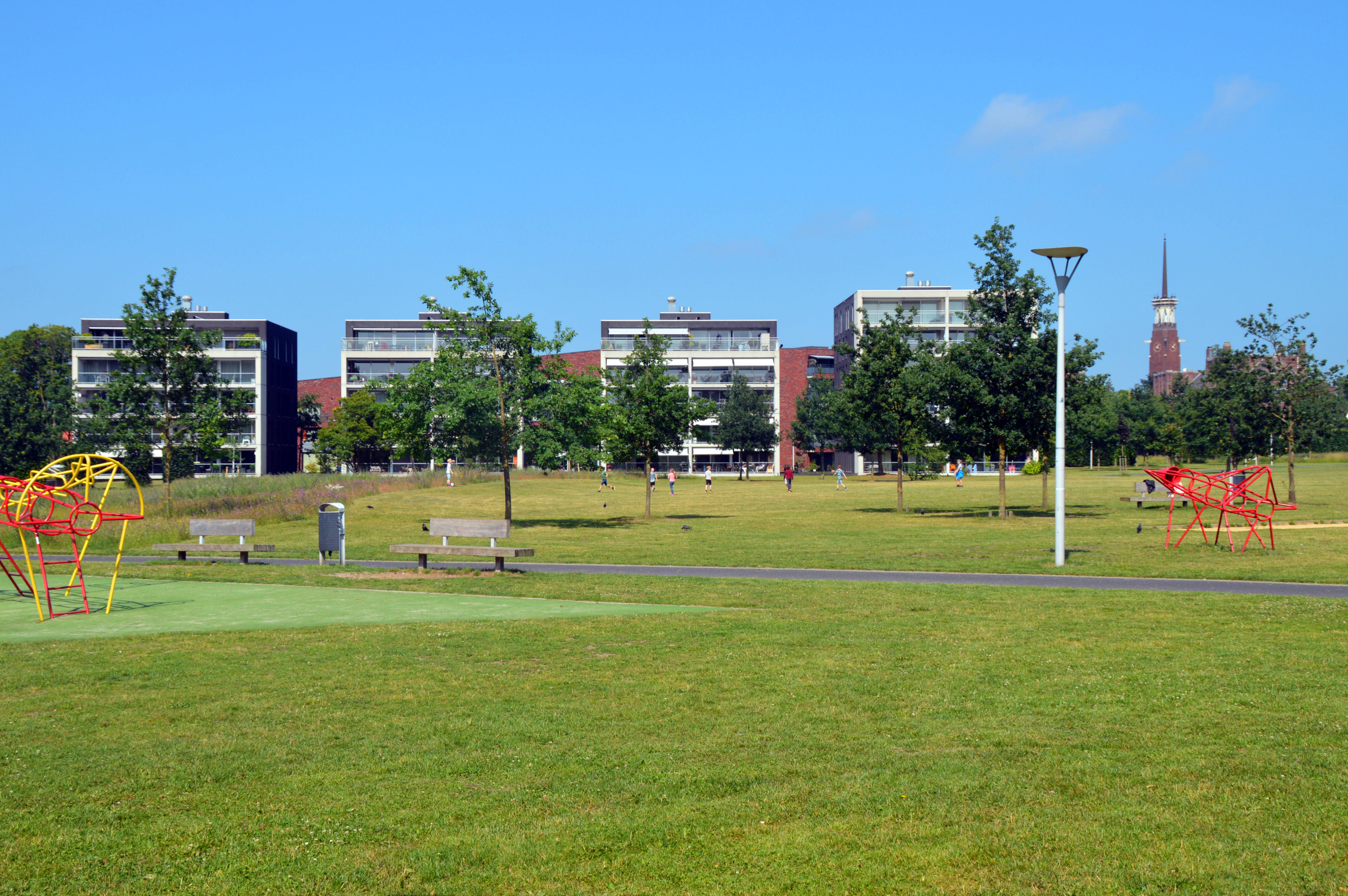
Limospark met de Koningstoren op de achtergrond
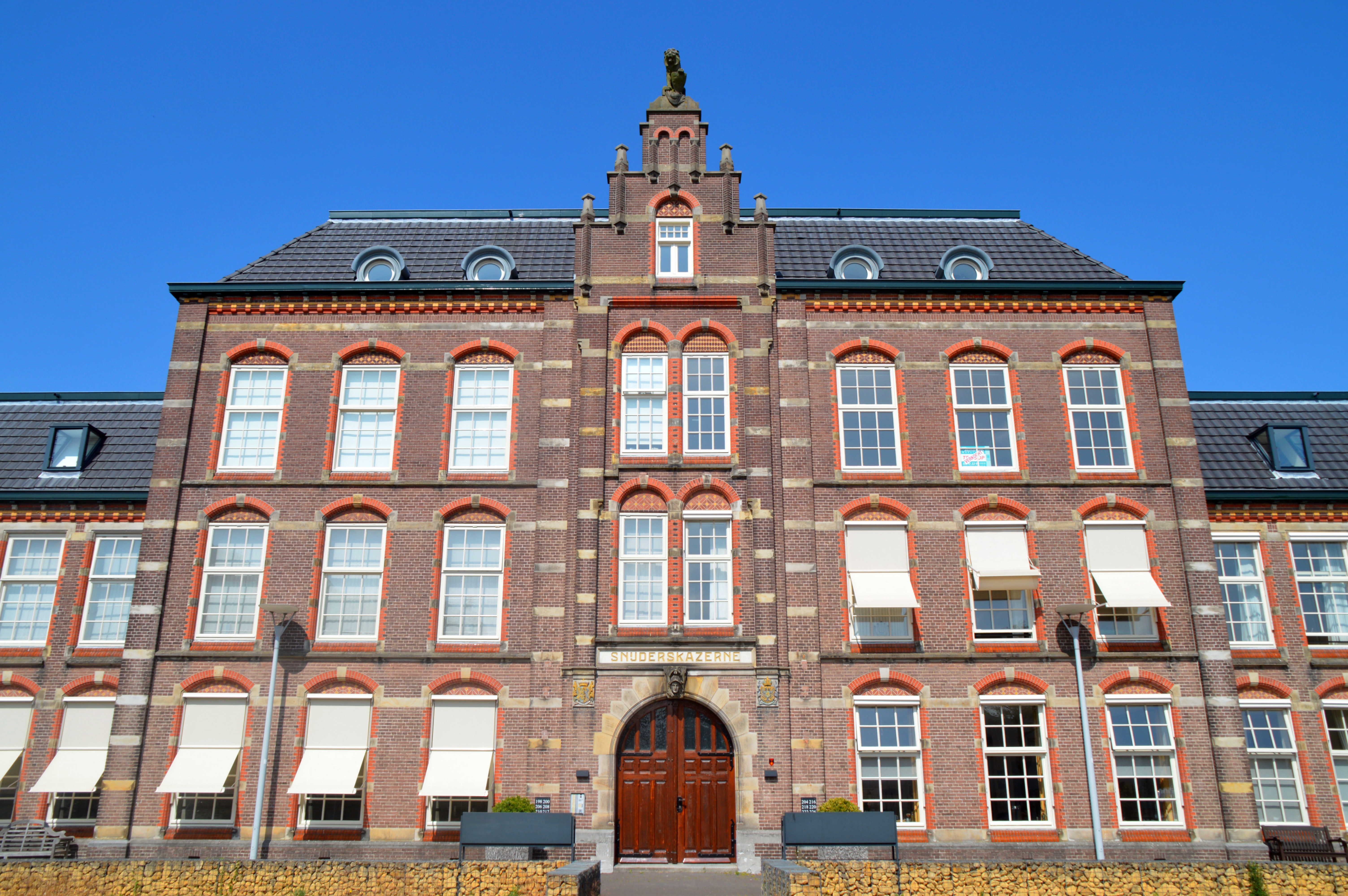
Snijderskazerne Hoofdgebouw
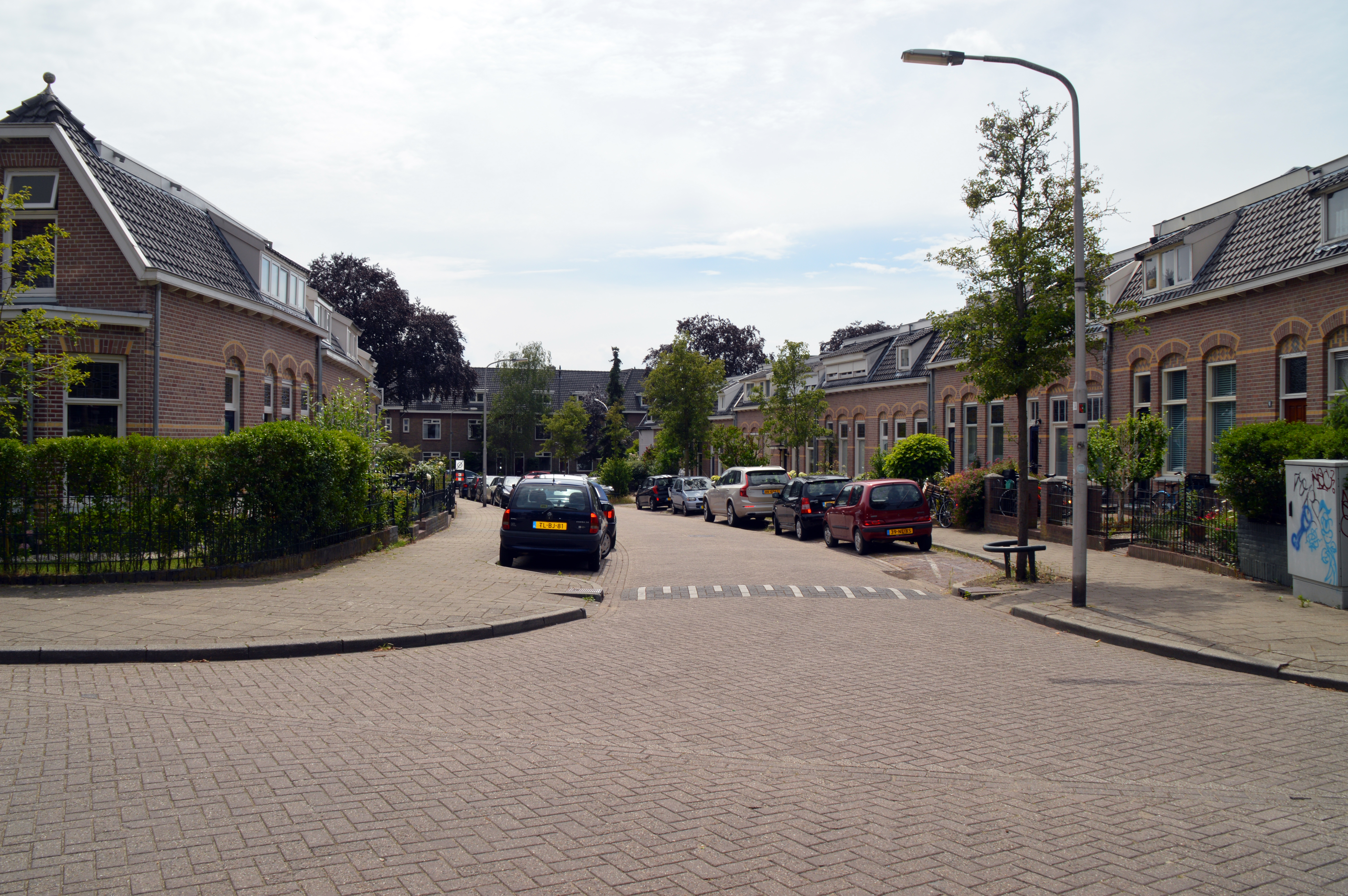
Bergansiusstraat. Woningen met art-nouveau elementen uit 1909
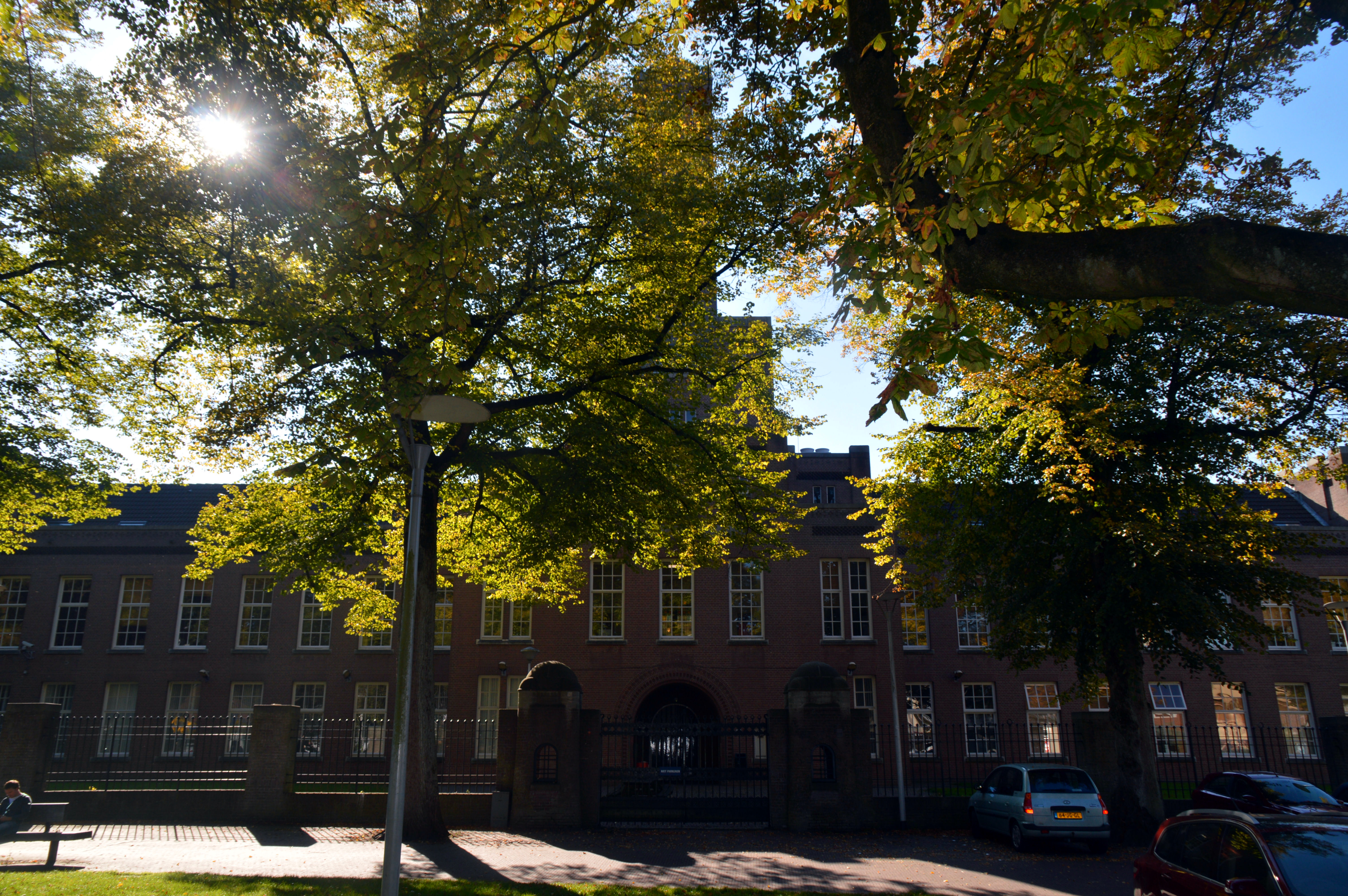
Prins Hendrikkazerne
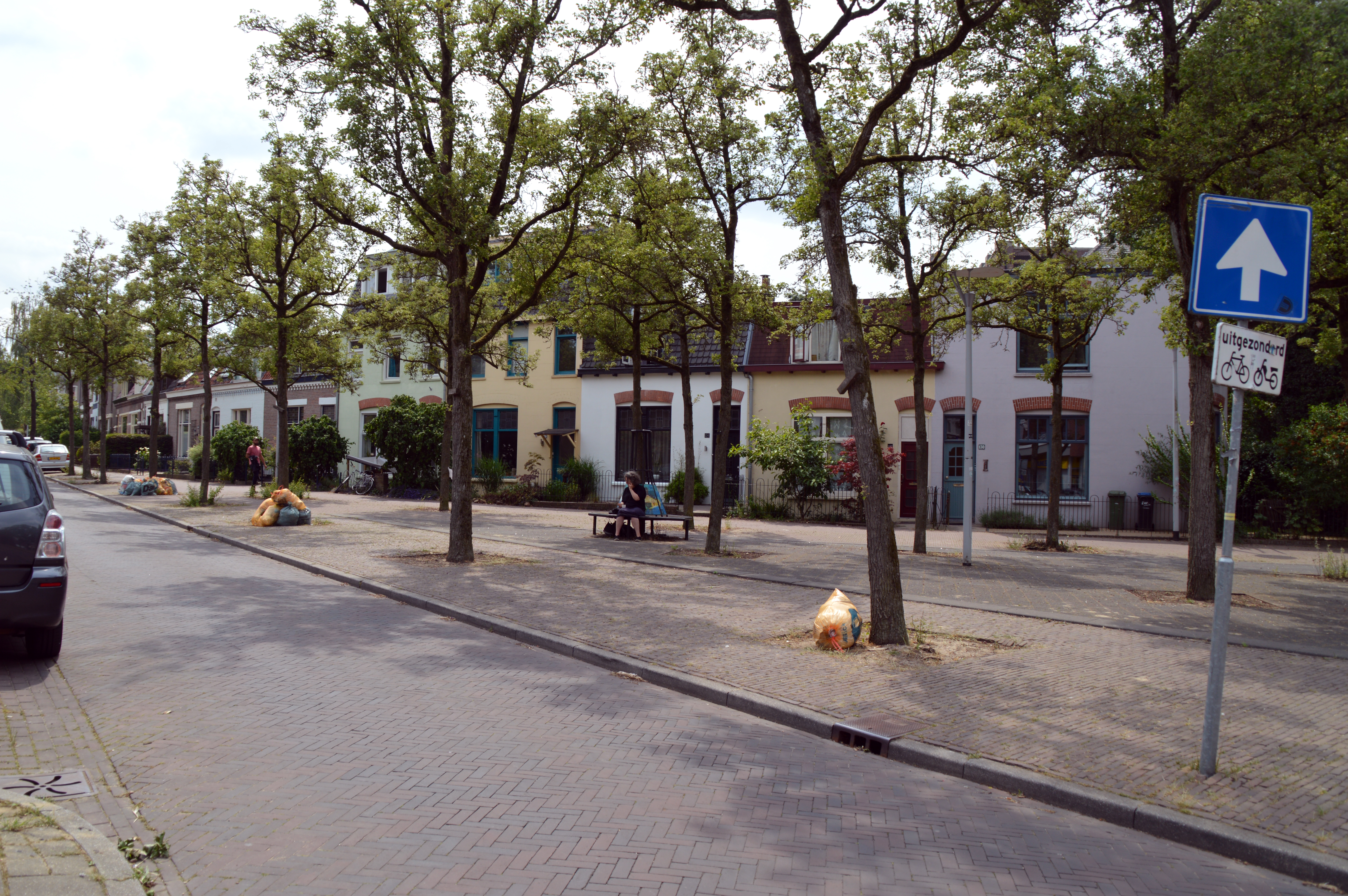
Dommer van Poldersveldtweg richting Postweg
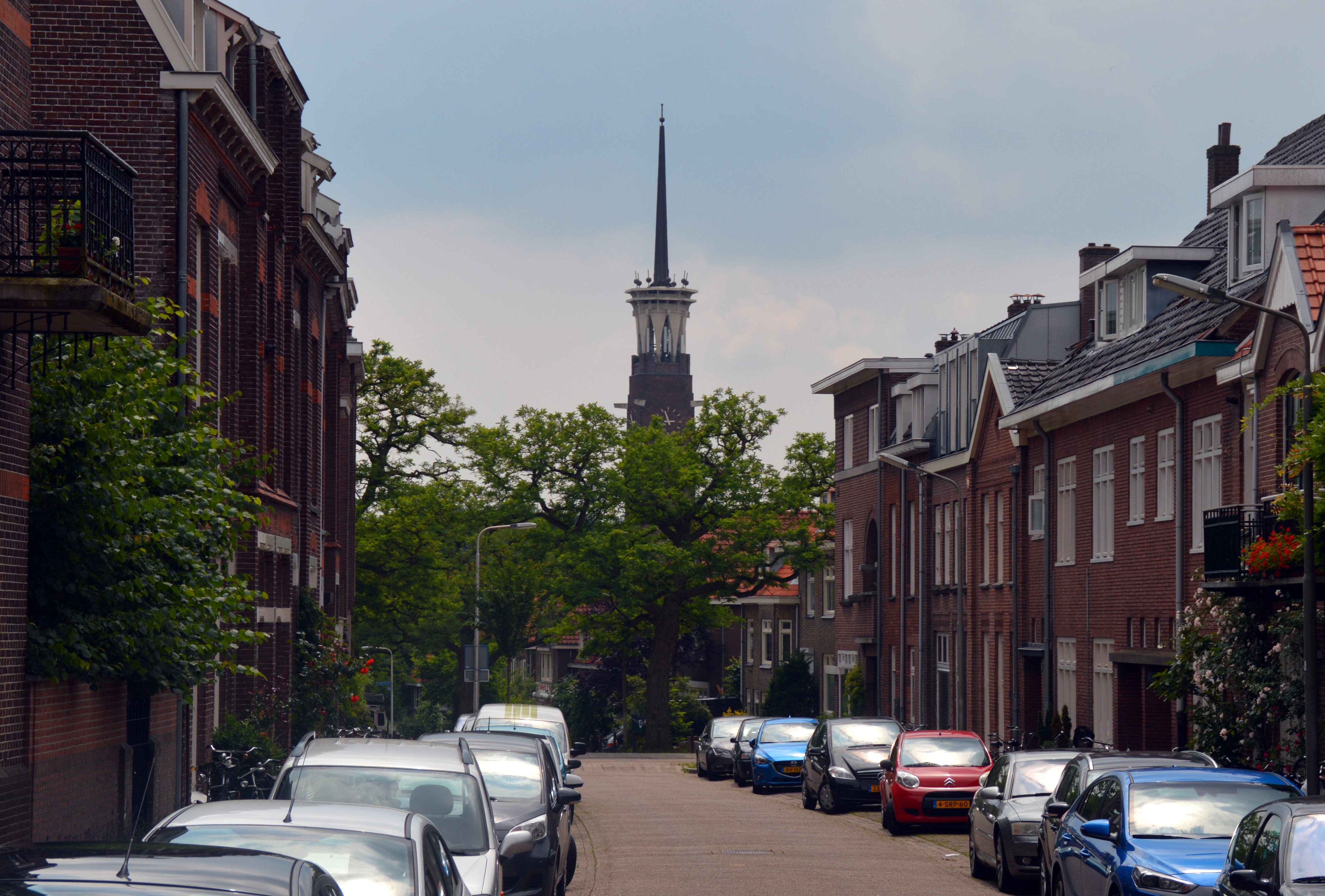
Acaciastraat met op de achtergrond de Koningstoren
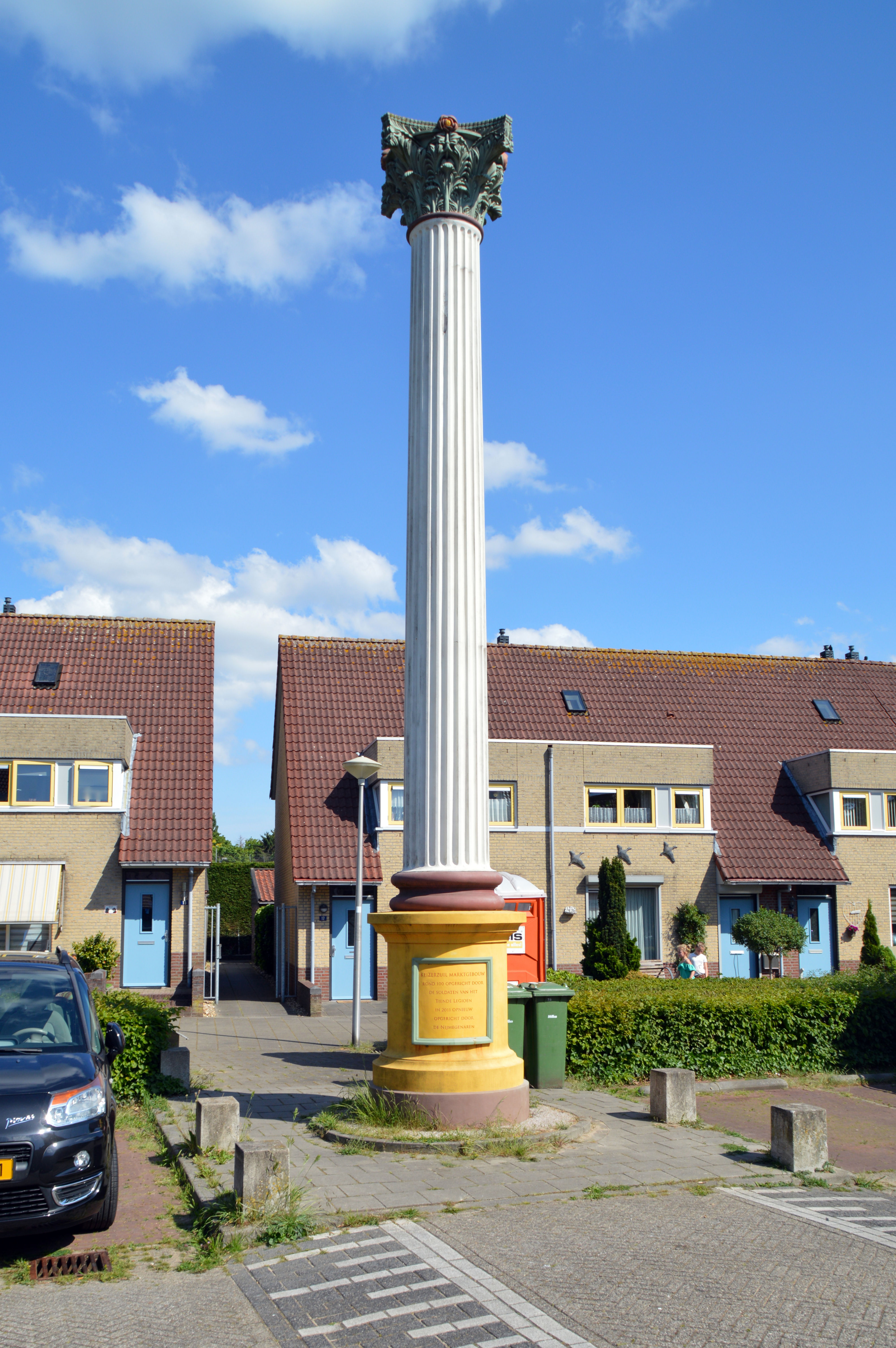
Keizerzuil Eikstraat
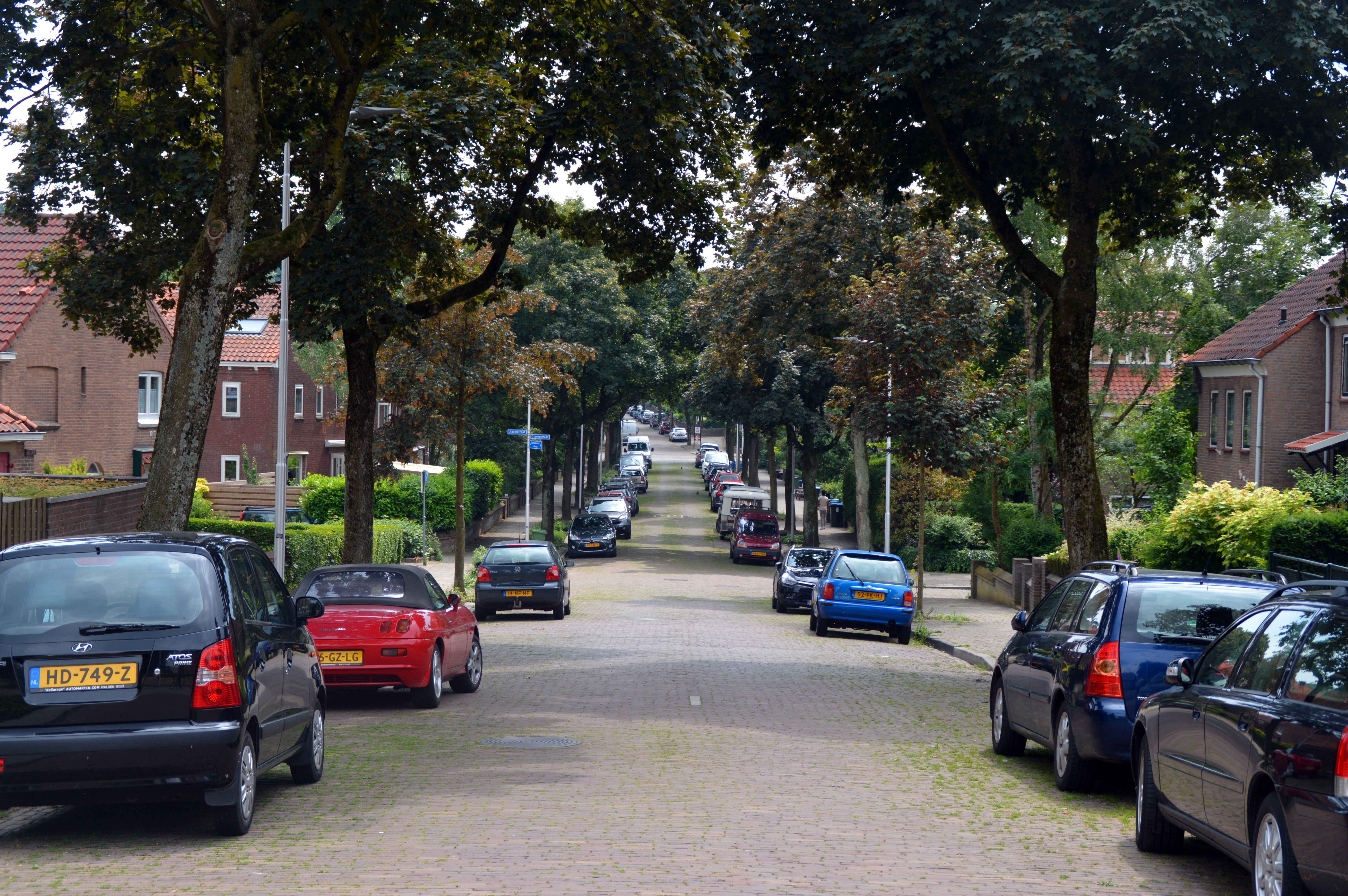
Corduwenerstraat